# Saved from the Torrents
Saved from the Torrents è un cortometraggio muto del 1911. Il nome del regista non viene riportato nei credit del film.

## Produzione
Il film fu prodotto dalla Essanay Film Manufacturing Company.

## Distribuzione
Distribuito dalla General Film Company, il film - un cortometraggio in una bobina - uscì nelle sale cinematografiche USA il 19 settembre 1911. Probabilmente il cortometraggio era proiettato in split reel, associato a Live, Love and Believe.